# Episodi di Fanboy & Chum Chum (prima stagione)
La prima stagione della serie a cartoni animati Fanboy & Chum Chum è stata trasmessa in prima visione negli Stati Uniti d'America su Nickelodeon dal 6 novembre 2009.

In Italia è iniziata il 26 aprile 2010 su Nickelodeon, mentre in chiaro a partire dall'11 febbraio 2013 su Super!.
| N° | Titolo originale                | Titolo italiano                | Prima TV USA      | Prima TV Italia  |
| -- | ------------------------------- | ------------------------------ | ----------------- | ---------------- |
| 0  | Watch Tv                        | Vedi La Tv                     | 23 ottobre 2008   | 24 dicembre 2009 |
| 1  | Wizboy                          | Il mago                        | 6 novembre 2009   | 26 aprile 2010   |
| 1  | Pick a Nose                     | Questione di naso              | 1º aprile 2010    | 26 aprile 2010   |
| 2  | The Janitor Strikes Back        | Il bidello colpisce ancora     | 7 novembre 2009   | 10 gennaio 2013  |
| 2  | Dollar Day                      | Per un dollaro in meno         | 12 ottobre 2009   | 10 gennaio 2013  |
| 3  | Trading Day                     | Chum Chum per un Mechatech     | 6 novembre 2009   | 12 gennaio 2013  |
| 3  | The Hard Sell                   | Una vendita difficile          | 16 gennaio 2010   | 12 gennaio 2013  |
| 4  | Digital Pet Cemetery            | Il gatto digitale              | 7 novembre 2009   | 18 gennaio 2013  |
| 4  | Fanboy Stinks                   | Fanboy Puzzola                 | 16 gennaio 2010   | 18 gennaio 2013  |
| 5  | I, Fanbot                       | Fanbot                         | 14 novembre 2009  | 1º febbraio 2013 |
| 5  | Berry Sick                      | Il caldo dà alla testa...      | 14 novembre 2009  | 1º febbraio 2013 |
| 6  | Chimp Chomp Chumps              | Pazzi per Chimp Chomp          | 28 novembre 2009  | 28 febbraio 2013 |
| 6  | Precious Pig                    | La mascotte della scuola       | 28 novembre 2009  | 28 febbraio 2013 |
| 7  | Fangboy                         | Fanboy Vampiro                 | 21 novembre 2009  | 1º marzo 2013    |
| 7  | Monster in the Mist             | Il mostro della nebbia         | 21 novembre 2009  | 1º marzo 2013    |
| 8  | Brain Drain                     | Cervello in fuga               | 11 giugno 2010    | 12 marzo 2013    |
| 8  | Fanboyfriend                    | Fanboyfriend                   | 6 febbraio 2010   | 12 marzo 2013    |
| 9  | Chicken Pox                     | La febbre dei polli            | 29 marzo 2010     | 17 marzo 2013    |
| 9  | Moppy Dearest                   | La mia cara Moppy              | 6 febbraio 2010   | 17 marzo 2013    |
| 10 | Norse-ing Around                | L'amico vichingo               | 2 gennaio 2010    | 24 marzo 2013    |
| 10 | The Janitor's Apprentice        | L'apprendista bidello          | 2 gennaio 2010    | 24 marzo 2013    |
| 11 | Excuse Me                       | Le giustificazioni             | 5 dicembre 2009   | 2 aprile 2013    |
| 11 | Night Morning                   | La notte-mattina               | 5 dicembre 2009   | 2 aprile 2013    |
| 12 | Marsha, Marsha, Marsha          | Ritorno all'asilo              | 13 marzo 2010     | 3 aprile 2013    |
| 12 | Secret Shopper                  | Il cliente misterioso          | 13 marzo 2010     | 3 aprile 2013    |
| 13 | Prank Master                    | Il maestro degli scherzi       | 15 febbraio 2010  | 4 aprile 2013    |
| 13 | Little Glop of Horrors          | La sbobba degli orrori         | 15 febbraio 2010  | 4 aprile 2013    |
| 14 | Total Recall                    | L'agente Otto                  | 27 febbraio 2010  | 5 aprile 2013    |
| 14 | Refill Madness                  | Pieno gratis senza limiti      | 27 febbraio 2010  | 5 aprile 2013    |
| 15 | The Frosty Bus                  | Il camioncino delle delizie    | 30 marzo 2010     | 6 aprile 2013    |
| 15 | The Tell-Tale Story             | Il giocattolo rivelatore       | 9 giugno 2010     | 6 aprile 2013    |
| 16 | Cold War                        | L'intruso                      | 31 marzo 2010     | 7 aprile 2013    |
| 16 | Fanboy in the Plastic Bubble    | Fanboy nella bolla di plastica | 2 aprile 2010     | 7 aprile 2013    |
| 17 | Sigmund the Sorcerer            | Meglio due amici che un mago!  | 11 settembre 2010 | 24 marzo 2013    |
| 17 | Fanboy A'Hoy!                   | Vita da pirati                 | 11 settembre 2010 | 24 marzo 2013    |
| 18 | Fan vs. Wild                    | La grande montagna...          | 2 novembre 2010   | 16 aprile 2013   |
| 18 | The Incredible Shrinking Fanboy | Fanboy si restringe            | 2 giugno 2010     | 16 aprile 2013   |
| 19 | Separation Anxiety              | Ansia da separazione           | 1º novembre 2010  | 23 aprile 2013   |
| 19 | Strings Attached                | Appeso a un filo               | 8 giugno 2010     | 23 aprile 2013   |
| 20 | The Book Report of the Dead     | Il libro dei morti             | 23 ottobre 2010   | 10 aprile 2013   |
| 20 | Stan Arctica                    | Manartica è scomparso          | 4 novembre 2010   | 10 aprile 2013   |
| 21 | Man-Arctica the Ride            | Montagne Russe da Urlo         | 3 novembre 2010   | 11 aprile 2013   |
| 21 | Fan-bidextrous                  | Fanbidestro                    | 10 giugno 2010    | 11 aprile 2013   |
| 22 | Saving Private Chum Chum        | Salvate Il Soldato Chum Chum   | 15 maggio 2010    | 12 aprile 2013   |
| 22 | Jingle Fever                    | Il jingle vincente             | 18 settembre 2010 | 12 aprile 2013   |
| 23 | Eyes on the Prize               | Occhio al premio               | 9 ottobre 2010    | 2 marzo 2013     |
| 23 | Battle of the Stands            | La guerra della limonata       | 9 ottobre 2010    | 2 marzo 2013     |
| 24 | Lord of the Rings               | Il signore degli anelli        | 2 ottobre 2010    | 14 aprile 2013   |
| 24 | The Incredible Chulk            | L'incredibile Chulk            | 2 ottobre 2010    | 14 aprile 2013   |
| 25 | Norse Code                      | Il codice dei vichinghi        | 15 maggio 2010    | 15 aprile 2013   |
| 25 | The Great Bycicle Mistery       | Il mistero della bicicletta    | 19 giugno 2010    | 15 aprile 2013   |
| 26 | InFANBOYiac                     | L'addestramento di Boog        | 19 giugno 2010    | 16 aprile 2013   |
| 26 | Freeze Tag                      | Nascondino estremo             | 18 settembre 2010 | 16 aprile 2013   |